# 어느 중년부인의 위기
"어느 중년부인의 위기"는 1991년에 개봉한 대한민국의 영화이다.

## 캐스팅
- 홍여진 : 오혜정 역
- 김추련 : 강현태 역
- 현석 : 장석진 역
- 유희란 : 유정희 역
- 허진 : 한명숙 역
- 김신영 : 상은댁 역
- 윤혜신 : 오윤정 역
- 최정화 : 장소영 역
- 오유석 : 시골부부 남 역
- 박홍래 : 시골부부 여 역
- 임용규 : 취객 역
- 장현배 : 사내 역